# Rilynn Rae
Rilynn Rae (Lake Havasu City, Arizona; 9 de marzo de 1993) es una actriz pornográfica y modelo erótica estadounidense.

## Biografía
Rilyyn Rae, nombre artístico de Olivia Mattice, nació y se crio en la localidad de Lake Havasu City, en el Condado de Mohave, dentro del estado de Arizona y muy cerca de la frontera con California. No se tienen muchos datos sobre su biografía anteriores a agosto de 2012, cuando debutó como actriz pornográfica a los 21 años de edad. Su primera escena fue para la página web de Reality Kings, dirigida por Greg Lansky.
Como actriz ha trabajado para productoras como Zero Tolerance, Evil Angel, Hustler, New Sensations, Bangbros, Digital Playground, Girlfriends Films, Brazzers, Kink.com, Wicked Pictures, Jules Jordan Video o Naughty America.
En 2014 entró en el circuito de premios de la industria con dos nominaciones. En los Premios AVN estuvo nominada en la categoría de Mejor escena de sexo oral por su trabajo en 3 On Their Knees. Por su parte, en los Premios XBIZ estuvo nominada a la Mejor actriz en película de sexo en pareja por Wanderlust.
En 2015 destacó por la película Conjoined, con la que logró la nominación en los AVN a la Mejor escena de sexo lésbico en grupo, y en los XBIZ en la categoría de Mejor actriz en película lésbica.
Ha aparecido en más de 340 películas como actriz.
Algunas películas de su filmografía son Behind Their Back, Candy Striper, Dirty Masseur 9, Fluffers 17, Hotel No Tell, Massage Class Secrets, Naturally Nasty, Pure 5, Slut Training 3 o Teen Pussy 4.

## Premios y nominaciones
| Año  | Ceremonia    | Resultado | Premio                                     | Trabajo          |
| ---- | ------------ | --------- | ------------------------------------------ | ---------------- |
| 2013 | Sex Awards   | Nominada  | Hottest New Girl                           | —                |
| 2014 | Premios AVN  | Nominada  | Mejor escena de sexo oral                  | 3 On Their Knees |
| 2014 | Premios XBIZ | Nominada  | Mejor actriz en película de sexo en pareja | Wanderlust       |
| 2015 | Premios AVN  | Nominada  | Mejor escena de sexo en grupo              | Private Lives    |
| 2015 | Premios AVN  | Nominada  | Mejor escena de sexo lésbico en grupo      | Conjoined        |
| 2015 | Premios XBIZ | Nominada  | Mejor actriz en película lésbica           | Conjoined        |